# Friedrich Teja Bach
Friedrich Teja Bach (* 13. November 1944 in Creglingen) ist ein deutscher Kunsthistoriker. Von 1994 bis 2013 war er als Professor am Institut für Kunstgeschichte der Universität Wien tätig.

## Leben
Friedrich Teja Bach studierte von 1964 bis 1972 Geschichte, Germanistik, Politikwissenschaften, Kunstgeschichte und Philosophie an der Eberhard Karls Universität Tübingen, der Universität Wien, der Sorbonne, der Columbia University sowie der Yale University und promovierte 1984 in den Fächern Kunstwissenschaft über Constantin Brâncuși sowie in Philosophie und Germanistik. 1991 habilitierte Teja Bach über Albrecht Dürer und war von 1991 bis 1993 als Gastprofessor an der Humboldt-Universität zu Berlin tätig sowie seit 1994 am Institut für Kunstgeschichte der Universität Wien. 2001 erhielt er eine Gastprofessur an der Harvard University in Boston, Cambridge, Massachusetts. Seit September 2016 ist er Long Term Fellow an der Princeton University.
Von 2004 bis 2006 war er an der vom 29. Mai bis 18. September 2006 im Museum of Cycladic Art in Athen stattfindenden Ausstellung Shaping the Beginning. Modern Artists and The Ancient Mediterranean Cultures als leitender Kurator beteiligt.

## Schriften
- Johann Sebastian Bach in der klassischen Moderne. In: Karin von Maur (Hrsg.): Vom Klang der Bilder. Die Musik in der Kunst des 20. Jahrhunderts. Ausstellungskatalog, Ausstellung Vom Klang der Bilder, 6. Juli bis 22. September 1985, Staatsgalerie Stuttgart, Prestel, München 1985, ISBN 3-7913-0727-4, S. 328–335.
- Struktur und Erscheinung. Untersuchungen zu Dürers graphischer Kunst. Technische Hochschule Aachen, Veränderte Habil.-Schrift, Gebr. Mann, Berlin 1996, ISBN 3-7861-1717-9.
- mit Constantin Brâncuși (Illustrationen): Constantin Brancusi. Metamorphosen plastischer Form. DuMont, Köln 2004, ISBN 3-8321-1839-X.
- Beitrag in: Markus Brüderlin (Hrsg.): ArchiSkulptur. Dialoge zwischen Architektur und Plastik vom 18. Jahrhundert bis heute. Ausstellung 3. Oktober 2004 bis 30. Januar 2005 Fondation Beyeler, Hatje Cantz, Ostfildern-Ruit 2004, ISBN 3-7757-1490-1.
- mit Wolfram Pichler (Hrsg.): Öffnungen. Zur Theorie und Geschichte der Zeichnung. Aufsatzsammlung, Fink, Paderborn 2009, ISBN 978-3-7705-4763-0.